# يوشينوري فوروب
يوشينوري فوروبً (باليابانية: 古邊 芳昇) (9 ديسمبر 1970 في فوكوياما في اليابان – )؛ هو لاعب كرة قدم ياباني سابق كان يلعب كمدافع.

## وصلات خارجية
- يوشينوري فوروب على موقع رابطة كرة القدم اليابانية للمحترفين (اليابانية)
- يوشينوري فوروب على موقع عالم كرة القدم.نت (الإنجليزية)